# The Warlocks
The Warlocks sono un gruppo musicale statunitense. Il loro stile musicale stato classificato come neopsichedelia, shoegaze e drone rock.
Fondati a Los Angeles nel 1998, hanno cambiato spesso formazione; il loro unico membro da sempre attivo è Bobby Hecksher.

## Discografia

### Album in studio
- 2001 – Rise and Fall
- 2002 – Phoenix
- 2005 – Surgery
- 2007 – Heavy Deavy Skull Lover
- 2009 – The Mirror Explodes
- 2013 – Skull Worship
- 2016 – Songs from the Pale Eclipse
- 2019 – Mean Machine Music
- 2020 – The Chain
- 2023 – In Between Sad